# 阿灵
阿灵（德語：Alling，發音：[ˈalɪŋ]）是德国巴伐利亚州上巴伐利亚行政区菲斯滕费尔德布鲁克县的市镇，面积21.02平方千米，2023年12月31日人口为4,072人。